# Carlos von Moltke
Carl Axel von Moltke Koefoed, conocido en Chile como Carlos de Moltke Koefoed o simplemente Carlos de Moltke (Dinamarca, Rendsburg, Holstein, actual Alemania, 12 de marzo de 1841 - Villa de la Sotta en San Bernardo, 23 de febrero de 1912), fue un arquitecto, ingeniero y acuarelista danés radicado en Chile a mediados del siglo XIX.
Entre los edificios que proyectó destacan: el Palacio Lyon de calle Condell, actual Museo de Historia Natural de Valparaíso y la antigua Escuela Naval del Cerro Artillería de Valparaíso, hoy principal sede del Museo Marítimo Nacional.

## Primeros años y estudios
A temprana edad, en 1850, se traslada junto a sus padres a Copenhague, capital política e intelectual de Dinamarca, donde tuvo contacto con el rico movimiento cultural de la época. Realiza sus estudios en la Academia de Copenhague, en la Escuela Politécnica y finalmente en la Academia de Bellas Artes de dicha ciudad. En 1863, después de haber cursado un año en la Academia de Berlín, obtiene el título profesional de Arquitecto e Ingeniero.
Entre 1864 y 1866 es empleado por el Gobierno danés en varias obras, entre ellas la Bolsa, el Hospital de la Comuna y la Corte de Justicia.

## El Ferrocarril Transandino y su llegada a Chile
En 1867, por encargo de la casa financiera Baring Brothers de Londres, se traslada a Argentina y a Chile, con el objeto de estudiar junto a otro ingeniero, los distintos pasos cordilleranos practicables para realizar un Ferrocarril Transandino, que concluyó con la elección del paso por el río Teno en la región del Maule. Concluida la misión retorna a Europa.
En 1869, por encargo de la misma casa financiera, es miembro de una comisión de 16 ingenieros que debieron trasladarse a Argentina y a Chile, con la misión de estudiar un proyecto de Ferrocarril Transandino que pasaba por la ladera norte del río Teno. Ocho ingenieros quedaron en Argentina y junto a los ocho restantes pasó a Chile, a fin de realizar respectivamente estudios a cada lado de la cordillera.
Se queda definitivamente en Chile y se establece en Santiago, donde forma su hogar junto a la chilena doña Dolores Soza Donoso y rápidamente se integra a la sociedad local.

## El arquitecto
En 1871, destaca profesionalmente como constructor y colaborando con el connotado arquitecto chileno don Manuel Aldunate, en el costoso y grandioso palacio Urmeneta en Santiago.
Por sus méritos, en 1872 tuvo el honor de ser convidado por el Intendente de Santiago don Benjamín Vicuña Mackenna, como organizador y jurado en la primera exposición de Arte e Industria en Santiago.
En 1879 se traslada a Valparaíso donde permanece hasta 1891, dando rienda suelta a una destacada labor como arquitecto, aportando a la renovación de la fisonomía del puerto.
En 1883, por invitación del Intendente de Valparaíso don Eulogio Altamirano, es convidado, junto a los arquitectos Juan Livingstone, Alejandro Boulet y Teodoro Burchard, a formar parte del jurado para el concurso internacional convocado por la Municipalidad para el nuevo Teatro de la Victoria, donde resultó ganador el proyecto presentado por el chileno don Juan Eduardo Fehrman.
En 1885, por encargo de don Benjamín Vicuña Mackenna, proyecta un balneario exclusivo y único en su clase en Chile denominado “Puerto Victoria”, ubicado a orillas del río Aconcagua cercano a su desembocadura al mar, que por su belleza iba a ser a ejemplo de los grandes balnearios de Francia, como Deauville, Biarritz, Étretat y Trouville, construcción que quedó inconclusa por deceso del mandante.
En 1887, coopera en forma importante y desinteresada en los arreglos de la capilla ardiente y del catafalco de la Iglesia Espíritu Santo de Valparaíso, en que fueron colocados los restos del destacado marino contra-almirante don Carlos Condell.
A causa del incendio del 18 de marzo de 1895 que destruyó el edificio del Congreso Nacional en Santiago, el Gobierno le encarga informar junto a una comisión sobre el estado de los muros y cimientos del edificio. Ese mismo año, por encargo de la Dirección General de Obras Públicas, presenta conjuntamente con el arquitecto don Eugenio Joannon dos proyectos de reconstrucción del edificio del Congreso Nacional, donde debieron competir con don Emilio Doyère. Luego de analizar los anteproyectos, el Consejo de Obras Públicas eligió una de las propuestas presentadas por ambos, como aquella que reunía los mayores méritos. Ese anteproyecto fue presentado al Congreso, aprobándose su financiamiento. La propuesta es discutida por una comisión mixta de ambas cámaras, quienes ordenan sobre la base de ésta, la confección de un segundo proyecto de distribución, del que se hizo cargo de Moltke. Durante la etapa de desarrollo y en circunstancias confusas, el anteproyecto ganador fue desestimado por los parlamentarios, argumentando razones de costo. Finalmente la Dirección General de Obras Públicas contrata en febrero de 1896 al arquitecto francés Carlos Bunot, quien tuvo a su cargo las obras del edificio. Le aconsejan aprovechar lo mejor de los proyectos anteriores, por lo que es imposible establecer la autoría intelectual del estado actual del edificio.
En 1895, es contratado por el Gobierno como Arquitecto de la Dirección de Obras Públicas.

### Obras
- Palacio Urmeneta (1871-1872), Santiago, en la calle Monjitas, (demolido en 1929 por su cara mantención)[1]
- Primer cuartel de la Quinta Compañía de Bomberos, (1873), Santiago, en la Alameda (demolido)[1]
- Banco Agrícola (por 1877), Santiago[2]
- Casa de don Francisco Eugenio Bernales Maffet (por 1877), Santiago[2]
- Capilla Sepulcral de la Familia de Domingo Fernández de la Matta (por 1877), Santiago[2][3]
- Palacio Lyon (1881-1883), Valparaíso, en la calle San Juan de Dios, actual Condell[1]
- Iglesia, casa parroquial y escuela (por 1882), Llaillai, en la calle Agustín Edwards, debidos a la filántropa doña Juana Ross de Edwards, (demolidos)[2]
- Edificio para doña Juana Ross de Edwards (por 1882), Valparaíso, en las calles del Teatro, actual Salvador Donoso y Pudeto[2]
- 26 casas de arriendo para don Juan Brown (por 1882), Valparaíso, en La Quinta y Almirante Simpson[2]
- Casa para don Juan Brown (por 1882), Valparaíso, en la calle Estero de las Delicias, actual avenida Argentina, La Quinta y Almirante Simpson, (demolida)[2]
- Edificio para don Daniel Carson (por 1882), Valparaíso, en la calle San Juan de Dios, actual Condell[2]
- Antigua Escuela Naval (1885-1892), Valparaíso[1]
- Balneario Puerto Victoria (1885), en la hacienda Santa Rosa de Colmo, obra inconclusa por deceso de don Benjamín Vicuña Mackenna[1]
- Casa de Moltke (1885), Valparaíso, en la esquina de las calles Montealegre y San Enrique, Cerro Alegre, rehabilitada en el 2008 para convertirla en Hotel-Boutique[7]
- Edificio para don Federico Varela (1885), Valparaíso, entre las calles Blanco, Clave y Errázuriz, (desaparecido por el terremoto de 1906)[1]
- Antiguo cuartel de la Tercera Compañía de Bomberos (1886), Valparaíso, en la calle Victoria, actual avenida Pedro Montt, (desaparecido por el terremoto de 1906)[1]
- Casa de la Servidumbre (1887), en la Escuela Naval[3]
- Casa del Director (1887), en la Escuela Naval (desaparecida por deslizamiento de terreno)[3]
- Antiguo Mausoleo de la Armada (1889), Valparaíso, en el Cementerio N° 2 (desaparecido por el terremoto de 1906)[1]
- Edificio para don Juan Clark, (1890), Valparaíso, en la avenida Errázuriz, (desaparecido por el terremoto de 1906)[1]
- Edificio para el Dr. Manuel Ramírez (por 1890), Valparaíso, entre las calles Blanco, Pudeto, Errázuriz y Bellavista, (desaparecido por el terremoto de 1906)[1]
- Palacio de don Exequiel González (por 1890), Valparaíso, en la calle Victoria, actual avenida Pedro Montt, (desaparecido por el terremoto de 1906)[1]
- Casa en la calle de las Rosas (1893), Valparaíso[3]
- Casa de Huérfanos (1893), Santiago, en la avenida Providencia[3]
- Altos de la casa de don Domingo Matte (1893), Santiago[3]
- Edificio para la sucesión de don José Cumplido (1895), Santiago, entre calles Catedral, Cueto y García Reyes, (demolido)[3]
- Congreso Nacional de Chile (Anteproyectos) (1895), Santiago[1]

### Premios y distinciones
- 1875 - Medalla de Tercera Clase por colección de planos de arquitectura. Exposición Exposición Internacional de Santiago de 1875.[3]
- 1885 - Primer Lugar en el concurso de la Escuela Naval, donde debió competir con los arquitectos don Teodoro Burchard y don Juan Eduardo Fehrman.[3]
- 1884 - Premio Segunda Clase por el proyecto del Banco de Valparaíso y la casa de don Santiago Lyon. Exposición Nacional de 1884.[3]
- 1884 - Mención Honrosa por el proyecto de la Escuela Naval y la Iglesia de Llaillai. Exposición Nacional de 1884.[3]
- 1886 - Primer Lugar en el concurso de la Tercera Compañía de Bomberos de Valparaíso.[3]
- 1895 - Primer Lugar en el concurso de reconstrucción del Congreso Nacional de Chile, presentado junto a don Eugenio Joannon.[3]

## El ingeniero civil al servicio del Gobierno
Desde 1896, toma vuelo su actividad como ingeniero civil al servicio del Gobierno, haciéndose cargo de las obras de las fortificaciones de Talcahuano y la Isla Quiriquina. En 1899, le encarga el Ejército el levantamiento y dibujo de todos los cuarteles. En 1900, se hace cargo del estudio de muelles y obras afines, con encargos directos del Ministerio de Hacienda, realizando importantes progresos en los servicios portuarios del país. Por sus aptitudes se ganó la confianza y amistad del presidente don Germán Riesco, quien le confía diversos estudios. En 1903, participa en los trabajos preliminares para el mejoramiento del puerto de Valparaíso. En 1904, es nombrado Consultor Técnico de la Junta Central de Puertos, realizando proyectos de mejoramiento del puerto de Antofagasta y de reconstrucción del malecón de Valparaíso. En 1905, practica estudios para la construcción de un nuevo puerto en Arica. En 1906, a consecuencia del terremoto en Valparaíso, reconstruye los edificios portuarios pertenecientes al Fisco. En 1907, realiza importantes reparaciones en el Muelle Fiscal e instala la gran Grúa Fiscal de Valparaíso, abandonado el servicio público, tras haber ganado un gran prestigio y reconocimiento por su labor realizada.

## Benefactor público
Lo vemos empeñado como benefactor público, en sus grandes y pequeños aportes a instituciones y ciudades. Destacan entre ellos: la Sociedad de Instrucción Primaria de Santiago, el Club Nacional de Tiro al Blanco del que era socio honorario y promotor de esa disciplina, y el Colegio Alemán de Concepción.
En 1879 se traslada al Perú, donde estudia secretamente las fortificaciones portuarias enemigas. En 1900, en Tacna y Arica contribuyó al progreso urbano y a la chilenización de una región aún en disputa con el Perú y que más tarde sería sometida a plebiscito, obsequiando planos para el servicio de alcantarillado, agua potable y electricidad.

## Acuarelista
De espíritu sensible y culto, agrega a su talento como profesional el dominio de la acuarela, donde destacan sus marinas, siendo distinguido en reiteradas ocasiones en los diversos certámenes a que se presentó.
En 1901, tuvo el honor de participar por Chile en la Exposición Panamericana de Buffalo, Nueva York, Estados Unidos, presentando 4 acuarelas.
Tuvo el privilegio de alternar y trabar amistad, sea por relaciones familiares o sociales, con figuras del ámbito pictórico, como Cosme San Martín y Emilio Soza Donoso.

### Premios y distinciones
- 1877 - Segundo Premio por su proyecto de monumento a la memoria de don Antonio Smith. Certámenes artísticos, literarios y científicos del Ministro de Instrucción Pública.[3]
- 1884 - Premio único por acuarelas. Exposición de Valparaíso.[3]
- 1891 - Medalla segunda clase por acuarelas. Exhibición anual de Bellas Artes de Santiago.[3]

## Reconocimiento
Su obra como arquitecto e ingeniero es reconocida en el transcurso de su permanencia y muerte en el país que lo recibió, por su aporte al engrandecimiento de nuestra joven República. En 1928, la Ilustre Municipalidad de Valparaíso por intermedio de su alcalde don Lautaro Rosas rindió homenaje a su memoria, dándole su nombre al antiguo camino a Santiago por las Zorras, en el actual barrio O’Higgins.